# Cratere Lemgo
Lemgo  è un cratere sulla superficie di Marte.